# Рот-Прюм
Рот-Прюм (нем. Roth bei Prüm) — община в Германии, в земле Рейнланд-Пфальц. 
Входит в состав района Айфель-Битбург-Прюм. Подчиняется управлению Прюм.  Население составляет 446 человек (на 31 декабря 2010 года). Занимает площадь 19,08 км².